# Allomyia curvata
Allomyia curvata là một loài Trichoptera trong họ Apataniidae. Chúng phân bố ở miền Cổ bắc.